# مورشالاخ‌تپه
مورشالاخ تپه مربوط به سده‌های اولیه دوران‌های تاریخی پس از اسلام است و در شهرستان ملایر، بخش جوکار، دهستان ترک شرقی، روستای اسلام‌آباد واقع شده و این اثر در تاریخ ۷ اسفند ۱۳۸۶ با شمارهٔ ثبت ۲۱۶۴۳ به‌عنوان یکی از آثار ملی ایران به ثبت رسیده است.